# Provincia Grosseto
Grosseto este o provincie în regiunea Toscana în Italia.